# ريزستنس: بورنينغ سكايز
ريزستنس: بورنينغ سكايز (بالإنجليزية: Resistance: Burning Skies)‏، هي لعبة فيديو أمريكية، من نوع تصويب منظور الشخص الثالث، صدرت اللعبة سنة 2012، وتعمل على منصة بلاي ستيشن فيتا الحصرية، وهي من تطوير نيهيليستك سوفتوير، ومن نشر سوني كمبيوتر إنترتنمنت.